# محمد صالح العياري
محمد صالح العياري ولد بمدينة مكثر من ولاية سليانة الحالية في 16 أفريل 1915، وتوفي بتونس العاصمة يوم 25 جويلية 2009 ودفن بمقبرة الجلاز، رجل قضاء ووزير عدل تونسي.

## ترجمته
درس محمد الصالح العياري بجامع الزيتونة ثم التحق بدروس الحقوق التونسية، وأحرز على شهادتها بما فتح له المجال لدخول سلط القضاء بداية من عام 1942، وقد عمل بعدد من المحاكم الداخلية بالبلاد، بقابس والكاف وصفاقس وسيدي بوزيد ثم بالعاصمة ، وارتقى السلم الوظيفي حتى عين عام 1972 رئيسا لمحكمة الاستئناف. وفي خضم المحاكمات التي نظمت للإسلاميين في أواخر عهد الرئيس الحبيب بورقيبة عين وزيرا للعدل وذلك بتاريخ 12 فيفري 1986 ثم سمي وزير دولة وزيرا للعدل، وقد أبقاه الرئيس زين العابدين بن علي على رأس نفس الوزارة ، واستمر في منصبه إلى 24 جويلية 1988. وعند وفاته قام بتأبينه وزير العدل البشير التكاري بتكليف من الرئيس بن علي.

## إشارات مرجعية
1. 1 2  تأبين المرحوم محمد صالح العياري[وصلة مكسورة]
2. ↑  HOMMAGE À...Mohamed Salah Ayari رحيل محمد صالح العياري نسخة محفوظة 24 نوفمبر 2009 على موقع واي باك مشين.
3. ↑  التشكيلة الحكومية الجديدة عام 1987 [وصلة مكسورة] نسخة محفوظة 4 ديسمبر 2008 على موقع واي باك مشين.